# Ковачево Поље
Ковачево Поље је насељено мјесто у општини Прозор-Рама, Босна и Херцеговина.

## Становништво
|             | 2013.        | 1991.         | 1981.         | 1971.         |
| Укупно      | 103 (100,0%) | 146 (100,0%)  | 125 (100,0%)  | 122 (100,0%)  |
| Бошњаци     | 92 (89,32%)  | 146 (100,0%)1 | 121 (96,80%)1 | 122 (100,0%)1 |
| Хрвати      | 11 (10,68%)  | –             | –             | –             |
| Југословени | –            | –             | 4 (3,200%)    | –             |

1. 1 На пописима од 1971. до 1991. Бошњаци су пописивани углавном као Муслимани.